# Elaphoglossum beauverdii
Elaphoglossum beauverdii är en träjonväxtart som beskrevs av Damazio. Elaphoglossum beauverdii ingår i släktet Elaphoglossum och familjen Dryopteridaceae. Inga underarter finns listade.